# Бамматов, Темир-Булат
Темир-Булат Нажмутдинович Бамматов (1887, Кафыр-Кумух, Дагестанская область — 1918) — врач и политический деятель Северного Кавказа. Старший брат одного из главных идеологов и министра иностранных дел Республики народов Северного Кавказа и Дагестана Гайдара Баммата.

## Биография
Сын Нажмутдина Баммата — подполковника Российской императорской армии, дослужившегося до помощника начальника Андийского округа Дагестана. По национальности кумык. После учёбы в реальном училище в Темир-Хан-Шуре и Ставропольской гимназии поступил в петербургскую Военно-медицинскую академию. Будучи студентом, прочёл в Дагестане первую публичную лекцию по медицине, посвященную в том числе мерам борьбы с холерой — в то время самым опасным эпидемическим заболеванием в регионе. В 1912 году окончил академию и продолжил обучение в Дерптском (Юрьевском) и Московском университетах.
Став военным врачом, участвовал в Первой мировой войне, служил в 10-м Малороссийском гренадерском полку, работал в военном лазарете Государственной думы. В 1917 году вернулся в Дагестан, был врачом 2-го Дагестанского полка.
После Февральской революции 1917 года входил в состав Дагестанского областного исполкома, примыкая к его лево-демократическому крылу, а также областного земельного комитета. В начале 1918 года в связи с отъездом председателя Дагестанского исполкома (Д. Коркмасова) исполнял обязанности последнего.
Был убит летом 1918 года в горах, по некоторым сведениям, отправившись на переговоры с целью приглашения в Дагестан турецкого экспедиционного корпуса.